# Municipio de South Fork (Illinois)
El municipio de South Fork (en inglés: South Fork Township) es un municipio ubicado en el condado de Christian en el estado estadounidense de Illinois. En el año 2010 tenía una población de 2788 habitantes y una densidad poblacional de 16,36 personas por km².

## Geografía
El municipio de South Fork se encuentra ubicado en las coordenadas 39°34′46″N 89°27′8″O / 39.57944, -89.45222. Según la Oficina del Censo de los Estados Unidos, el municipio tiene una superficie total de 170.41 km², de la cual 160,91 km² corresponden a tierra firme y (5,57 %) 9,49 km² es agua.

## Demografía
Según el censo de 2010, había 2788 personas residiendo en el municipio de South Fork. La densidad de población era de 16,36 hab./km². De los 2788 habitantes, el municipio de South Fork estaba compuesto por el 97,92 % blancos, el 0,65 % eran afroamericanos, el 0,11 % eran amerindios, el 0,29 % eran asiáticos, el 0,04 % eran de otras razas y el 1 % eran de una mezcla de razas. Del total de la población el 0,5 % eran hispanos o latinos de cualquier raza.